# Harpalus viduus
Harpalus viduus är en skalbaggsart som beskrevs av Leconte. Harpalus viduus ingår i släktet Harpalus och familjen jordlöpare. Inga underarter finns listade i Catalogue of Life.